# Puebla del Maestre (kommunhuvudort)
Puebla del Maestre är en kommunhuvudort i Spanien.   Den ligger i provinsen Provincia de Badajoz och regionen Extremadura, i den sydvästra delen av landet, 300 km sydväst om huvudstaden Madrid. Puebla del Maestre ligger 564 meter över havet och antalet invånare är 799.
Terrängen runt Puebla del Maestre är kuperad åt sydväst, men åt nordost är den platt. Runt Puebla del Maestre är det glesbefolkat, med 10 invånare per kvadratkilometer. Närmaste större samhälle är Monesterio, 16,0 km väster om Puebla del Maestre. Omgivningarna runt Puebla del Maestre är huvudsakligen savann.